# Diego Álvarez de Paz
Diego Alvarez de Paz, foi um jesuíta que nasceu em 1561, em Toledo (Espanha), e faleceu em 17 janeiro de 1620, em Potosí (Bolívia).

## Biografia
Em 24 de janeiro de 1578, ingressou na Companhia de Jesus, em Toledo.
Estudou teologia na Universidade de Alcalá de Henares (Madri), onde foi aluno de Gabriel Vázquez. 
Em 1585, foi ordenado em Lima (Peru).
Em 1595, fez seus últimos votos (terceira provação) em Lima.
Foi enviado ao Peru, na expedição liderada por Andrés López, que chegou em Lima em junho 1585.
Entre 1586 e 1596, foi professor de teologia e Escrituras Sagradas, no Colégio San Pablo de Lima.
Foi reitor dos colégios de Quito, entre 1597 e 1600, e de Cuzco, entre 1601 e 1603.
Em 1601, relatou à Claudio Aquaviva, então Superior-geral da Companhia de Jesus, os problemas enfrentados com os padres que retornavam das missões itinerantes, método então empregado para evangelizar os povos nativos. Naquele contexto, destacava a necessidade de formar, no Vice-reino do Peru, homens de governo letrados.
A partir de 1603, foi o primeiro vice-provincial da região de Charcas, que abrange as atuais cidades de La Paz, Potosí, Chuquisaca, Santa Cruz de la Sierra e Tucumán.
Entre 1607 e 1608, voltou a atuar no Colégio de San Pablo, sendo reitor daquela instituição entre 1609 e 1616.
No final de 1616, foi nomeado como Provincial do Peru, e morreu quatro anos mais tarde.
Durante seu mandato, foi inaugurado o colégio de para filhos de caciques nas proximidades de Lima e foram dados os primeiros passos para a fundação do Colégio San Bernardo em  Cuzco.
Em suas obras fez uma síntese da doutrina ascética e mística da antiguidade e da Idade Média, dividida em três volumes, contém uma rica substância dogmática e abundantes citações das Escrituras Sagradas e de mais de sessenta religiosos.
O primeiro volume, publicado em 1608, explica a natureza e a perfeição da vida espiritual, que consiste no amor a Deus e ao próximo.
O segundo volume, publicado em 1613, trata da práctica da perfeição cristã, merecendo destaque o tratamento do tema da mortificação.
O terceiro volume, publicado em 1618, é considerado sua obra fundamental, é um tratado sobre a oração, inspirado no Padre Antônio Cordeses.

## Obras
- "De vita spirituali eiusque perfectione" (Lyon, 1608);
- "De exterminatione mali et promotione boni" (Lyon, 1613);
- "De inquisitione pacis sive studio orationis" (Lyon, 1618)[1].
- "La infancia de Jesús: opúsculo seguido de otros escritos sobre la Santísima Virgen";
- "Meditaciones sobre la vida de la Santísima Virgen";
- "María, Reina de la Iglesia: meditaciones de oración afectiva"[2].